# Дем (биология)
Дем (от др.-греч. δῆμος — «народ, население»), или генетическая популяция — относительно небольшая внутривидовая группировка сходных особей, живущих на ограниченной территории и скрещивающихся между собой. Число входящих в состав дема особей может колебаться во времени, но обычно оно составляет до нескольких десятков особей.
Обычно демы в известной степени перекрываются с соседними демами. В природе демы, как и виды, могут оставаться неизменными на протяжении многих поколений. Эта неизменность означает, что за данное время не произошло никаких изменений ни в генетической конституции дема, ни в условиях окружающей среды, которые влияют на выживание организмов. Обычно дем — относительно кратковременная группировка особей, которая существует несколько поколений.
Представители разных демов одной популяции могут отличаться друг от друга по морфофизиологическим признакам.